# Cassö
Cassö (* 2002) ist ein britischer Musikproduzent und DJ aus Maidenhead.

## Biografie
Cassö machte sich zunächst als DJ auf Housepartys einen Namen. 2023 begann er zu produzieren und veröffentlichte Tracks auf Soundcloud und TikTok.
Seine Debütsingle Prada erschien 2023 und basiert auf dem Song Ferrari Horses des Trap-Duos D-Block Europe und der britischen Sängerin Raye. Dabei erhöhte er das Tempo und wandelte den Musikstil zu Trance ab. Den Remix lud er zunächst auf Soundcloud hoch und anschließend bei TikTok. Auch Raye lud einen eigenen TikTok-Beitrag hoch. Das Lied entwickelte sich zum Hit und erreichte die Top-10-Charts in mehreren Ländern.
Im Anschluss unterschrieb er bei der Agentur BCB Family.

## Diskografie

### Singles
- 2023: Prada (mit D-Block Europe & Raye)
- 2024: Zeros (mit Jazzy & Headie One)

## Auszeichnungen für Musikverkäufe
| Goldene Schallplatte - Kanada - 2023: für die Single Prada - Vereinigte Staaten - 2024: für die Single Prada Platin-Schallplatte - Griechenland - 2024: für die Single Prada - Italien - 2024: für die Single Prada - Portugal - 2024: für die Single Prada - Schweden - 2023: für die Single Prada - Spanien - 2024: für die Single Prada | 2× Platin-Schallplatte - Dänemark - 2024: für die Single Prada 3× Platin-Schallplatte - Belgien - 2024: für die Single Prada - Neuseeland - 2025: für die Single Prada - Polen - 2024: für die Single Prada 5× Platin-Schallplatte - Australien - 2024: für die Single Prada - Ungarn - 2025: für die Single Prada Diamantene Schallplatte - Frankreich - 2024: für die Single Prada |

Anmerkung: Auszeichnungen in Ländern aus den Charttabellen bzw. Chartboxen sind in ebendiesen zu finden.
| Land/RegionAuszeichnungen für Musikverkäufe (Land/Region, Auszeichnungen, Verkäufe, Quellen) | Gold     | Platin       | Diamant  | Verkäufe  | Quellen              |
| -------------------------------------------------------------------------------------------- | -------- | ------------ | -------- | --------- | -------------------- |
| Australien (ARIA)                                                                            | —        | 5× Platin5   | —        | 350.000   | aria.com.au          |
| Belgien (BRMA)                                                                               | —        | 3× Platin3   | —        | 120.000   | ultratop.be          |
| Dänemark (IFPI)                                                                              | —        | 2× Platin2   | —        | 180.000   | ifpi.dk              |
| Deutschland (BVMI)                                                                           | Gold1    | Platin1      | —        | 900.000   | musikindustrie.de    |
| Frankreich (SNEP)                                                                            | —        | —            | Diamant1 | 333.333   | snepmusique.com      |
| Griechenland (IFPI)                                                                          | —        | Platin1      | —        | 20.000    | Einzelnachweise      |
| Italien (FIMI)                                                                               | —        | Platin1      | —        | 100.000   | fimi.it              |
| Kanada (MC)                                                                                  | Gold1    | —            | —        | 40.000    | musiccanada.com      |
| Neuseeland (RMNZ)                                                                            | —        | 3× Platin3   | —        | 90.000    | radioscope.co.nz     |
| Österreich (IFPI)                                                                            | —        | 2× Platin2   | —        | 60.000    | ifpi.at              |
| Polen (ZPAV)                                                                                 | —        | 3× Platin3   | —        | 150.000   | olis.pl              |
| Portugal (AFP)                                                                               | —        | Platin1      | —        | 10.000    | Einzelnachweise      |
| Schweden (IFPI)                                                                              | —        | Platin1      | —        | 80.000    | sverigetopplistan.se |
| Schweiz (IFPI)                                                                               | —        | 4× Platin4   | —        | 120.000   | hitparade.ch         |
| Spanien (Promusicae)                                                                         | —        | Platin1      | —        | 60.000    | elportaldemusica.es  |
| Ungarn (MAHASZ)                                                                              | —        | 5× Platin5   | —        | 20.000    | slagerlistak.hu      |
| Vereinigte Staaten (RIAA)                                                                    | Gold1    | —            | —        | 500.000   | riaa.com             |
| Vereinigtes Königreich (BPI)                                                                 | —        | 3× Platin3   | —        | 1.800.000 | bpi.co.uk            |
| Insgesamt                                                                                    | 3× Gold3 | 36× Platin36 | Diamant1 |           |                      |